# Richard Bentley (théologien)
Pour les articles homonymes, voir Bentley et Richard Bentley.
Richard Bentley (27 janvier 1662 à Oulton dans le comté d'York - 14 juillet 1742) est un théologien et critique littéraire anglais.

## Biographie

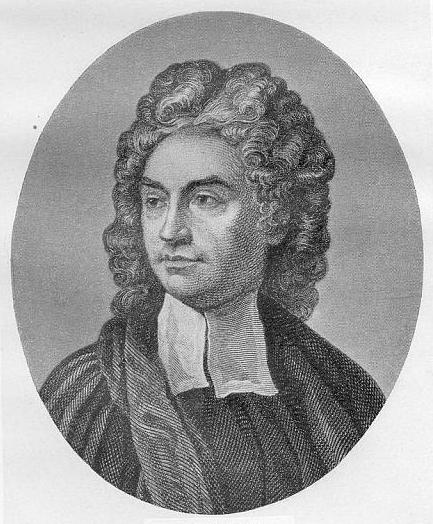
Richard Bentley

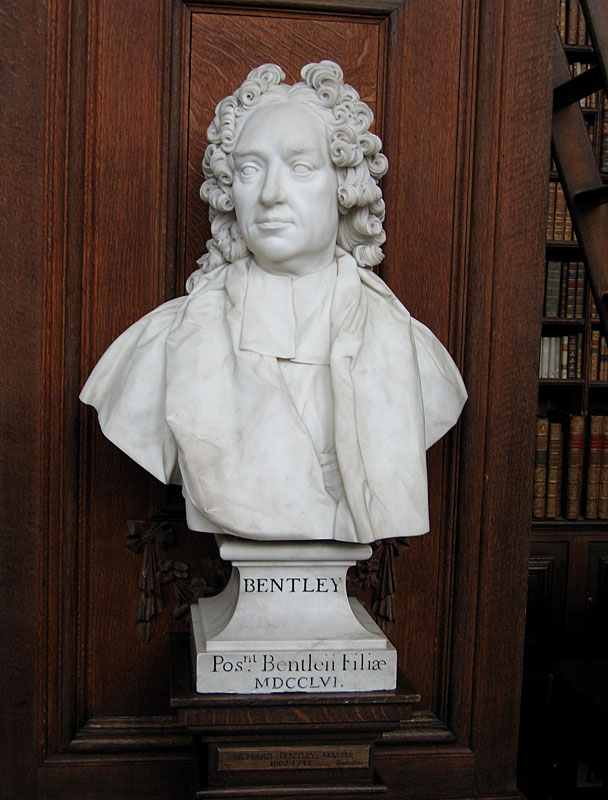
Richard Bentley, par Louis-François Roubiliac, Trinity College (Cambridge)

Fils d'un artisan, il sort de Cambridge en 1682 et devient maître d'école. Chapelain de l'évêque de Worcester (1692-1700), bibliothécaire de Saint-James où il succède à Henri Justel (1693), maître du Trinity College à Cambridge (1700), et archidiacre d'Ely (1701), d'un caractère difficile contre les abus, il s'attire de vifs démêlés. Sa querelle avec Charles Boyle occupe un temps tout le public lettré. 

### Querelle à Charles Boyle
Bentley publie en 1697 à la suite des Réflexions de Wotton sur l'érudition, sa Dissertation sur les Épitres de Thémistocle, de Socrate, d'Euripide, de Phalaris et sur les fables d’Ésope, ouvrages dont il conteste l'authenticité. Il s'attaque alors aux Lettres de Phalaris publiées par l'éditeur Charles Boyle qui, en 1697, avait remis en cause sa science et son caractère. Boyle publie alors Boyle contre Bentley en 1698, qui reçoit la célèbre réplique de Bentley, Bentley contre Boyle en 1699. Swift, Pope, Middleton prennent parti pour Boyle. Le débat est clos en 1704 par la publication de La bataille des livres de Swift.

## Œuvres
On a de lui :
- des Sermons, prononcés en 1692 pour la fondation de Robert Boyle
- une Dissertation sur les lettres apocryphes de Thémistocle, Socrate, Euripide, Phalaris, et sur les Fables d'Ésope, 1697
- des Observations sur Aristophane, Ménandre et Philémon, 1710
- des éditions d'Horace, 1711 et 1728, de Térence et de Phèdre, 1726, ainsi que de Manilius, 1739
- une édition de John Milton, 1732
- des Remarques sur le Discours de la liberté de penser de Anthony Collins, 1713, qu'il publia sous le nom de Phileleutherus lipsiensis (traduit sous le titre de Friponnerie des esprits forts par Armand La Chapelle, 1738)
- Works of Richard Bentley, collected by Alexander Dyce, 1836.
  - Vol. I: Dissertations upon the epistles of Phalaris, Themistocles, Socrates, Euripides, and upon the fables of Aesop and , Epistola ad Joannem Millium
  - Vol. II: Dissertations upon the epistles of Phalaris, Themistocles, Socrates, Euripides, and upon the fables of Aesop and , Epistola ad Joannem Millium
  - Vol. III: Sermons preached at Boyle's lecture; remarks upon a discourse of free-thinking; proposals for an edition of the Greek testament
- des Lettres plusieurs fois réimprimées, notamment à Londres en 1842, 2 volumes in-8.